# Eman Ghoneim
Eman Ghoneim (arabe : إيمان غنيم) est une géomorphologue égyptienne qui s'est intéressée principalement à l'application de systèmes d'information géographique (SIG), de la télédétection et de l'utilisation des modélisations hydrologiques contre les dangers des crues éclair et l'exploration des eaux souterraines dans des environnements arides.

## Biographie
Au cours de ses recherches, elle utilise des images satellites pour à la fois détecter l'accumulation d'eau souterraine et les sources terrestres et sous-marines à l'aide de données thermiques Advanced Spaceborne Thermal Emission and Reflection Radiometer (en) (ASTER) et Moderate-Resolution Imaging Spectroradiometer (MODIS). Elle a travaillé dans un projet qui utilise à la fois le SIG et le modèle hydrologique pour l'étude sur les eaux souterraines dans le nord des Émirats arabes unis, les États-Unis et la zone de la Mer Rouge en Egypte.
Elle a obtenu son doctorat en 2002 de l'École de Géographie, à l'université de Southampton au Royaume-Uni. Elle est également maître de conférences au Département de Géographie de l'université de Tanta, en Egypte.
Le Dr Ghoneim rejoint le Centre de Télédétection de l'université de Boston au début de l'année 2003. En mars 2006, elle rejoint le Dr Farouk El-Baz dans une recherche qui a abouti à la découverte du Cratère Kebira, un cratère d'impact (astrobleme (en)) dans le Sahara. En 2007, alors qu'elle enquêtait sur diverses  données spatiales, elle a découvert un ancien méga-lac — d'une superficie de 30 750 kilomètres carrés — enterré sous le sable du Grand Sahara, dans le Nord de la région du Darfour, au Soudan.